# Опасные игры (фильм, 2002)
«Опасные игры» (англ. The Dangerous Lives of Altar Boys) — американская независимая комедийная драма 2002 года.

## Сюжет
События фильма происходят в 1970-е годы на юге США. Два друга учатся в частной католической школе. Они пробуют сигареты и спиртное, заигрывают с девочками и подшучивают над учителями. Но большую часть своего времени они посвящают созданию комикса «Атомная Троица» (The Atomic Trinity), в котором изображают себя супергероями. Однако альбом с комиксами у них отбирает сестра Ассумпта. Однажды, после поездки в зоопарк, они придумывают план мести. Ребята решают усыпить транквилизаторами и похитить из зоопарка пуму, а затем поместить её в кабинет сестры Ассумпты.

## В ролях
| Актёр                   | Роль            |
| ----------------------- | --------------- |
| Эмиль Хирш              | Фрэнсис Дойл    |
| Киран Калкин            | Тим Салливан    |
| Винсент Д’Онофрио       | отец Кейси      |
| Джена Мэлоун            | Мэрджи Флинн    |
| Джейк Ричардсон         | Уэйд Скалиси    |
| Тайлер Лонг             | Джои Андерсон   |
| Джоди Фостер            | сестра Ассумпта |
| Артур Бриджерс          | Донни Флинн     |
| Скотт Симпсон           |                 |
| Мелисса Сюзанн МакБрайд | миссис Дойл     |

## Саундтрек
1. The Atomic Trinity — Джош Хомме
2. The Atomic Trinity vs. Heaven’s Devils — Марко Белтрами
3. The Empty House — Марко Белтрами
4. The Couch — Марко Белтрами
5. Hanging (aka Ramble Off) — Джош Хомме
6. Margie’s Confession — Марко Белтрами
7. The Atomic Trinity vs. Heaven’s Devils, Round II — Марко Белтрами
8. St. Agatha — Марко Белтрами
9. On the Road Again — Canned Heat
10. Francis and Margie — Джош Хомме
11. Stoned — Джош Хомме
12. Dead Dog, Part II — Марко Белтрами
13. Skeleton Boy is Born — Марко Белтрами
14. Do It for the Others — Стивен Стиллс
15. Story of the Fish — Марко Белтрами
16. For the Gods / Act Like Cougars — Марко Белтрами
17. Torn Apart — Марко Белтрами
18. Someone is Coming — Марко Белтрами
19. Eulogy — Марко Белтрами
20. All the Same — Джош Хомме

## Награды и номинации
| Награды и номинации | Награды и номинации                   | Награды и номинации       | Награды и номинации | Награды и номинации |
| Год                 | Фестиваль                             | Категория                 | Номинирован(а)      | Итог                |
| ------------------- | ------------------------------------- | ------------------------- | ------------------- | ------------------- |
| 2002                | Boston Society of Film Critics Awards | Лучший режиссёрский дебют | Питер Кэа           | Победа              |
| 2003                | Independent Spirit Awards             | Лучший дебютный фильм     | Питер Кэа           | Победа              |